# マルティン・ペトラーシュ
マルティン・ペトラーシュ（Martin Petráš、1979年11月2日 - ）は、スロバキアの元サッカー選手。元スロバキア代表。ポジションはディフェンダー。

## 経歴
2002年にスロバキア代表デビュー。2006 FIFAワールドカップ・ヨーロッパ予選、2010 FIFAワールドカップ・ヨーロッパ予選にも出場、スロバキア史上初出場となる2010 FIFAワールドカップの出場権を獲得した。ワールドカップでは・グループリーグ3戦目・イタリア戦のアディショナルタイムに途中出場、これが代表で最後の出場となった。スロバキア代表で通算39試合に出場、1得点をあげた。

## 代表歴

### 出場大会
- スロバキア代表
  - 2010 FIFAワールドカップ

### 試合数
- 国際Aマッチ 39試合 1得点（2002年-2010年）[1]

| スロバキア代表 | 国際Aマッチ | 国際Aマッチ |
| 年             | 出場        | 得点        |
| -------------- | ----------- | ----------- |
| 2002           | 6           | 0           |
| 2003           | 7           | 1           |
| 2004           | 3           | 0           |
| 2005           | 7           | 0           |
| 2006           | 3           | 0           |
| 2007           | 0           | 0           |
| 2008           | 6           | 0           |
| 2009           | 5           | 0           |
| 2010           | 2           | 0           |
| 通算           | 39          | 1           |